# 오사카 사랑의 노래
오사카 사랑의 노래(大阪 恋の歌 오사카 코이노 우타[*])는 2005년 4월 27일에 발매된 모닝구무스메의 스물여섯 번째 싱글이다.

## 개요
- 야구치 마리, 이시카와 리카가 마지막으로 참여한 싱글이다.

- 초회한정반 특전으로, 이시카와 졸업 코멘트 8cm CD 응모 코드 봉입. 응모 방법은 특설 사이트 코드 입력이었다.

- 《모닝구무스메 콘서트 투어 2006 봄 ~레인보우 세븐~》에서는 다카하시 아이가 솔로로 노래하였다.

- 2005년, 층쿠♂가 타입2에서 셀프 커버하였다.

## 수록곡
1. 大阪 恋の歌
작사, 작곡 : 층쿠 / 편곡 : 스즈키Daichi히데유키
2. NATURE IS GOOD!
작사, 작곡 : 층쿠 / 편곡 : 다카하시 유이치
3. 大阪 恋の歌 (Instrumental)

## 참여 뮤지션
※괄호는 트랙 번호
- 스즈키Daichi히데유키 - 프로그래밍, 기타 (1)
- 이나바 아쓰코 - 코러스 (1)
- 층쿠♂ - 코러스 (1)

## 차트
- 주간최고순위 2위 (오리콘 차트)